# Löffelberg (Kölsches Heck)
Der Löffelberg ist eine über 457 m ü. NHN hohe Erhebung auf dem Kölschen Heck, der Grenze zwischen Siegerland und Sauerland. Der Löffelberg ist die höchste Erhebung der Wasserscheide zwischen der Asdorf/Weibe im Süden und Bigge/Großmicke im Norden.
Der Löffelberg liegt nur gut 1 km ostnordöstlich des nur minimal weniger Höhe erreichenden Knippen, der den Wasserscheidepunkt zwischen Wisser Bach, Asdorf und Bigge bildet. Unweit der Knippen verläuft die Grenze zum Wildenburger Land.